# メトロナポリ
メトロナポリ (Metronapoli S.p.A.) は、ナポリの公共交通の会社である。
2000年7月26日に設立され、2001年2月11日から操業している。
89%の株式を保有するナポリ市（コムーネ）、および残り11%をもつアジエンダ・ナポレターナ・モビリタ (ANM)との2つの機関が支配する。トレニタリアとともにナポリ地下鉄の運営と操業を行っている。
メトロナポリは現在、ナポリ地下鉄のLinea 1とLinea 6、ケーブルカーの中央線、キアイア線、メルジェッリーナ線、モンテサント線の運行業務と保守管理を行っている。
その他にLinea 1と接続するLinea 2の接続、ナポリ国立考古学博物館とケーブルカーなども管理している。